# Ангорам
Ангорам (англ. Angoram) — город на севере центральной части Папуа — Новой Гвинеи, в провинции Восточный Сепик.

## География
Расположен на берегу реки Сепик, в 693 км к северо-западу от столицы страны, города Порт-Морсби, на высоте 5 м над уровнем моря.

## Население
По данным на 2013 год численность населения города составляла 2622 человека.
Динамика численности населения города по годам:
| 1980 | 1990 | 2013 |
| ---- | ---- | ---- |
| 1800 | 1400 | 2622 |

## Экономика и транспорт
В районе города выращиваются каучуконосы и какао. Имеется аэропорт.